# باول ديد
باول ديد (بالإنجليزية: Paul Dade)‏ هو لاعب كرة قاعدة أمريكي، ولد في 7 ديسمبر 1951 في سياتل في الولايات المتحدة، وتوفي في 25 أغسطس 2016 بسبب سرطان.

## وصلات خارجية
- باول ديد على موقع الدوري الياباني لكرة القاعدة (الإنجليزية)
- باول ديد على موقعبيزبول رفرنس.كوم (الدوري الرئيسي) (الإنجليزية)
- باول ديد على موقع مشجعي الرسوم البيانية (الإنجليزية)